# Sunmi
I Szonmi (Lee Seonmi) (koreaiul: 이선미, született mint Szon Mi (Seon Mi), 1992. május 2-án), művésznevén Sunmi (stilizálva: SUNMI), dél-koreai énekes és dalszerző. 2007-ben debütált a Wonder Girls lányegyüttes tagjaként, és 2010-ben kilépett a csoportból, hogy akadémiai karriert folytasson. Három év kihagyás után 2013-ban szólóénekesként debütált a Full Moon című középlemezével, amelynek két kislemeze lett: 24 Hours és Full Moon. Mindkét kislemez elérte a Kaon zenei listán a második helyet. 2015-ben Sunmi bejelentette, hogy folytatja a promóciót a Wonder Girlsszel, amíg fel nem oszlottak 2017-ben. Ezt követően elhagyta a JYP Entertainmentet, és csatlakozott a MAKEUS Entertainmenthez (ami ma ABYSS Company néven ismert), és kiadta a Gashina című slágert. A Warning című második középlemezét 2018-ban adták ki, és két kislemeze lett: a Heroine és a Siren.

## Fiatalkora
Sunmi 1992. május 2-án született Ikszanban, Észak-Csollában, Dél-Koreában. A Hvangnam Általános Iskolába, a Cshongdam Középiskolába és a Cshongdam Gimnáziumba járt, majd a Dongguk Egyetem zenés színház szakára járt.
Sunmi a Talkmon 2018-as epizódjában elárulta, hogy 12 éves korában döntött először úgy, hogy híresség lesz, miután édesapja a gümőkor szövődményei miatt kórházba került. BoA ihlette, aki 13 éves korában debütált, és ez volt számára a "leggyorsabb pénzkeresési módszer", hogy vigyázzon anyjára és két öccsére. Szöulba ment meghallgatásra, és 14 évesen a JYP Entertainment gyakornoka lett, ám apja három hónappal a Wonder Girls-el való debütálása előtt elhunyt. Később az egyetem alatt felvette mostohaapja I vezetéknevét, és egyesítette eredeti kereszt- és vezetéknevét, és I Szonmi lett a neve.

## Karrier

### 2006–2012: Debütálás Wonder Girls-el, és szünet
2006 májusában kiderült, hogy Sunmi lett a JYP Entertainment által menedzselt lánycsoport, a Wonder Girls negyedik tagja. A csoport 2007. február 10 -én debütált az Irony című kislemezzel, és hamar híressé váltak a Tell Me, So Hot és a Nobody című slágereikkel. Sunmi a csoporttal amerikai tevékenységekben vett részt, a Jonas Brothers mellett turnézott, Mimi néven.
2010 januárjában a JYP bejelentette, hogy Sunmi szünetelteti zenei karrierjét, hogy folytathassa tanulmányait, de februárig folytatja a tervezett események befejezése érdekében. 2012. január 13-án a JYP képviselője kijelentette, hogy "Sunmi a vállalaton belül maradt, és továbbra is élesíti zenei tehetségét". A JYP Entertainment később kijelentette, hogy Sunmi nem tervezi, hogy visszatér a Wonder Girls tagjaként egy új visszatérésben.

### 2013–2016: Szólóművészi debütálás aFull Moon-nal, a Wonder Girls-béli visszatérés
2013 augusztusában bejelentették, hogy Sunmi visszatér a zenei karrierjéhez, szólóművészként debütál. Sunmi augusztus 22-én mutatta be hivatalos debütálását az Mnet M Countdown showban. Debütáló kislemeze, a 24 Hours 2013. augusztus 26-án jelent meg, majd a zenei listákon all-kill-t ért el. Ezt követően 2014. február 17-én jelent meg debütáló, Full Moon című középlemeze az azonos nevű promóciós kislemezzel együtt. Az utóbbi tetőzött a Kaon Digital Chart második helyén és a Billboard K-pop Hot 100 listájának hármas számú helyén. A Full Moon-t dicsérték innovatív volta miatt, és Sunmi állítólag klasszikus "szexi" megjelenítést adott.
2015. június 24-én a JYP Entertainment bejelentette, hogy a Sunmi a 2010-es kilépést követően újra csatlakozik a Wonder Girls-hez, hogy visszatérjenek a csoport kétéves szünetét követően. A csoport zenekari koncepcióval tért vissza, Sunmi pedig basszusgitáron játszott. Augusztusban jelent meg a csoport Reboot című albuma, melyen három dalnak Sunmi volt a társszerzője és közös producere. 2016-ban Sunmi ismét dalszerzői és produceri elismeréseket kapott egy Wonder Girls kiadáshoz, ezúttal a zenekar Why So Lonely című kislemezén szereplő két dalért, köztük az azonos nevű címadó dallal.

### 2017– jelen: A csoport elhagyása,Warningés turné,1/6
2017. január 26-án bejelentették, hogy a Wonder Girls feloszlik a Yeeun és a Sunmi tagokkal folytatott sikertelen szerződés-megújítási tárgyalások után. A csoport 2017. február 10-én adta ki utolsó, Draw Me című kislemezét, amely egyben a tizedik évfordulójuk ünnepe is volt. Márciusban Sunmi szerződést kötött a Makeus Entertainmenttel. Augusztusban kiadta a Gashina című kislemezét, amelynek a producere a The Black Label Teddy Parkja volt. A dal a Kaon Digital Chart 2. helyén debütált, mielőtt a következő héten a listavezető lett, és a Billboard 2017 harmadik legjobb K-pop dalának választotta.
Sunmi 2018. január 18-án visszatért a Heroine című kislemezzel. A lemezt a Gashina előzményeként írta le. Szeptember 4-én Sunmi kiadta második középlemezét Warning címmel, valamint a Siren című kislemezzel együtt. A Siren hat helyi zenei slágerlistán all-kill-t ért el. A Warning-et a Billboard és a Bravo 2018 harmadik legjobb K-pop albumának választotta. Az Addict-et az MTV az év nyolcadik legjobb K-pop B-oldalának választotta.
2019 februárjától júniusáig Sunmi megtartotta első világkörüli turnéját Warning címmel. Ázsia, Amerika és Európa 18 városában lépett fel. A turné közepén, 2019. március 4-én Sunmi kiadott egy kislemezt Noir címmel. A világkörüli turné befejezése után 2019. augusztus 27-én kiadott egy kislemezt Lalalay címmel.
2020. február 6 -án a Sunmi kiadta a Gotta Go kislemezt és annak csak hangszeres változatát az XX webes sorozat eredeti filmzenéje részeként, amelyben cameoszerepe is volt. Két nappal később megjelent a dal táncelőadása, amely később a csatorna legnépszerűbb videója lett, miután elérte a 4 millió megtekintést. Május 21 -én kiderült, hogy Sunmi június végén visszatér. Június 29-én jelent meg kislemeze, Pporappippam címmel, ami egy city pop stílusú dal volt. Július 22-én a FriendTimes által létrehozott Jogö Miszikka (hangul: 요괴 미식가, RR: Yogwe Misikkka) játék, a Yokai Kitchen koreai változatának exkluzív modelljévé választották, a játék tévéreklámjában egy ínyencet játszott, aki élvezte a főzést a titokzatos szellemvilági étteremben. Augusztus 12-én ő és J.Y. Park kiadták a When We Disco című duettet. Emellett szerepelt a kiadóbéli társának, Pak Vonnak a My Fuxxxxx Romance című albumáról származó Oh Yeah című dalában.
Sunmi 2021. február 23 -án jelentette meg új kislemezét, a Tail-t, az azonos nevű vezető kislemezzel.
Sunmi 2021. augusztus 6 -án adta ki harmadik középlemezét 1/6 (One Sixth) címmel, a You Can't Sit With Us című vezető kislemezzel.

## Művészete

### Zenei stílus és témák: Sunmi-pop
Sunmi a K-pop iparban ismert, hogy megalkotta saját zenei stílusát "Sunmi-pop" néven. Fenntartja a K-pop alapvető hatásait, mint például a pop, a rock, a jazz, az elektronikus tánczene, a hagyományos koreai zene, valamint a retro és a city pop elemeit, Sunmi saját zenei identitásával keveredve.
A "Sunmi-pop" fogalmát Sunmi említette először a You Hee Yeol's Sketchbook című műsorban 2018 elején. Az év későbbi szakaszában az 1TheK YouTube-csatornáján 2018 szeptemberében megjelent interjúban elárulta, hogy személyes célja az volt, hogy saját zenei stílusát hozza létre. Az interjút a Warning megjelenésével egy időben tették közzé (ez az első középlemeze szólóénekesként való debütálása óta), és az újonnan megjelent középlemezt „lépcsőfokként említette, amelyből saját maga építhet zenei stílust".
Egy héttel a Noir című kislemez megjelenése előtt a Billboard Korea számára készített részletes interjú során megemlítette fő célját, remélve, hogy zenei stílusa olyan lesz, ami más művészeket is inspirálhat. A K-pop rajongók világszerte kezdték elismerni a Sunmi saját zenei identitását azáltal,hogy néhány tweetben először használták a Sunmi-pop szót, bár a kifejezés csak akkor vált általánossá a közösségi médiában, miután a rajongók egy tweetre válaszoltak, amit maga Sunmi tett közzé. Annak ellenére, hogy a tweet maga nem említi ezt a kifejezést, koreai média, az ipar kezdte hivatalosan is elismerni a Sunmi-pop szót, és használni a cikkekben és varietéműsorokban először leírni Sunmi zenéjének fogalmát, kijelentve, hogy ő azzal teremtette meg saját stílusát, hogy használta a dal és zeneszerzői képességeit és az előadási koncepciókat is ő ötletelte ki.
2019. május 30-án Londonban, közvetlenül a WARNING World Tour-on színpadra lépése előtt a Yonhap News koreai média egyik interjúztatója Sunmi tudomására hozta, hogy a zenei stílusát leíró Sunmi-pop kifejezést már használják a gyakorlatban. Így a Sunmi-pop szó hivatalossá vált, és 2019. augusztus 21-én az ABYSS Company (korábbi nevén MAKEUS Entertainment), az ügynöksége is felismerte az újonnan megalkotott szót, megosztva egy cikket a NAVER News-tól, amely egy részt szánt a Sunmi műfaj-nak, Sunmi-Pop-nak, várva a LALALAY-ra.

#### A Sunmi-pop jellemzői
A Sunmi-pop fő jellemzőjét azok az érzelmek határozzák meg, amelyeket a dalok közvetítenek és kiváltanak a hallgatóban. Sunmi szerint: "mindig van egy kissé szomorú érzelem, amely áthatja [a zenémet], bármennyire izgalmasan éneklem is a dalt", és "energikus és boldog, de szomorú."  A Sunmi-pop dalok jellemző vidám táncos ritmusokkal, olyan dalszövegekkel, amiket metaforák és a kettős jelentések használata jellemez, amely kissé leplez egyfajta cinizmust.
A Gashina óta Sunmi kislemezei kettős jelentéseket és szójátékokat tartalmaznak a dal címében, mint például a Siren, kifejezve mind a figyelmeztető hang jelentését, mind a szirén mitológiai alakját, és LALALAY amely mindkettő a repülésre [mint egy pillangó] és a nallari (날라리) szóra utal, ami koreaiul "punkot" vagy "bulizót" jelent. Ezenkívül a Gashina, Heroine, Siren, Black Pearl, Curve, LALALAY és TAIL dalok mind metaforákat tartalmaznak a szövegben, így meghatározva Sunmi kifejezési stílusát. Bár a Sunmi-pop dalok többnyire izgalmas és vidám ütemet mutatnak be, Sunmi megosztotta, hogy szövegeit gyakran áthatja a cinizmus érzése, mivel a való életben, hírességként nem mindig tudja kifejezni valódi érzéseit. A metaforákat, szójátékokat és kettős jelentéseket gyakran koreográfiák fejezik ki, amelyek kiegészítik munkásságát.
Bár a Sunmi-pop nem korlátozódik egyetlen zenei stílusra vagy műfajra, az elektro-pop és a retro elemeket gyakran társítják a Sunmi dalaihoz. Az okok, amelyek miatt ezek az elemek felbukkannak, a Sunmi gyökereiben keresendők, mint a Wonder Girls tagja és az USA-ban töltött idő. Sunmi egy nemrégiben adott interjúban elmondta, hogy J.Y. Park producer azt akarta, hogy ő és a többi tag „szélesítsék [megértésüket] a különböző korok különböző zenei stílusairól”, különös tekintettel a retro koncepciókra és a Motown művészekre, amelyek végül tetszettek neki. Egy Billboard-interjúban elárulta: "Személy szerint szeretem a 70-es, 80-as és 90-es évek zenéit, ezért megpróbálok olyan hangszereléses zenéket és hangeffekteket találni, amelyek ezeket az időszakokat idézik fel, és beépítik a zenémbe".
A Sunmi-popot Sunmi is a népszerűség és az identitás ötvözetének tartja. A L'Officiel Singapore 2021 áprilisában megjelent számában Sunmi kifejtette: "Mindig szórakoztató és egyszerű módszereket próbálok kitalálni, hogy hogyan közelítsek meg egy sor embert, miközben megtartom magamban az eredeti érzelmeket". Bár esztétikáját vagy témáit résnek tekintik, célja az, hogy bent maradjon a népszerű zene világában.
A Sunmi-pop másik kulcsfontosságú eleme a dinamizmus: Sunmi megosztotta azt a kívánságát, hogy minden alkalommal új ötleteket akarjon kipróbálni, például más gyártókkal együttműködve, és új műfajokat fedezzen fel azáltal, hogy különböző témákat, esztétikákat és hangokat mutat be az évek során.

## Diszkográfia

### Középlemezek
| Cím                          | Album részletek                                                                                        | Toplistás helyezések | Toplistás helyezések | Eladási adatok |
| Cím                          | Album részletek                                                                                        | KOR                  | US World             | Eladási adatok |
| ---------------------------- | --- | -------------------- | -------------------- | -------------- |
| Full Moon                    | - Kiadás dátuma: 2014. február 17. - Kiadó: JYP Entertainment - Formátumok: CD, digitális letöltés     | 12                   | 12                   | - KOR: 5,394   |
| Warning                      | - Kiadás dátuma: 2018 szeptember 4. - Kiadó: Makeus Entertainment - Formátumok: CD, digitális letöltés | 9                    | —                    | - KOR: 10,455  |
| 1/6                          | - Kiadás dátuma: 2021. augusztus 6. - Kiadó: Abyss Company - Formátumok: CD, digitális letöltés        | ?                    | ?                    | ?              |
| "—": Nem szerepelt toplistán | |                      |                      |                |

### Kisalbumok
| Cím                          | Album részletek | Toplistás helyezések | Eladási adatok |
| Cím                          | Album részletek | KOR                  | Eladási adatok |
| ---------------------------- | --- | -------------------- | -------------- |
| Gashina                      | - Kiadás dátuma: 2017. augusztus 22. - Kiadók: Makeus Entertainment, The Black Label - Formátumok: CD, digitális letöltés | 16                   | - KOR: 2,954   |
| Tail                         | - Kiadás dátuma: 2021. február 23. - Kiadó: Abyss Company - Formátumok: Digitális letöltés                                | —                    | N/A            |
| "—": Nem szerepelt toplistán | |                      |                |

### Kislemezek
| Cím                                                     | Év           | Toplistás helyezések | Toplistás helyezések | Toplistás helyezések | Toplistás helyezések | Eladási adatok (DL)          | Album              |
| Cím                                                     | Év           | KOR                  | KOR Hot              | SGP                  | US World             | Eladási adatok (DL)          | Album              |
| Főművészként                                            | Főművészként | Főművészként         | Főművészként         | Főművészként         | Főművészként         | Főművészként                 | Főművészként       |
| ------------------------------------------------------- | ------------ | -------------------- | -------------------- | -------------------- | -------------------- | ---------------------------- | ------------------ |
| "24 Hours" (24시간이 모자라)                            | 2013         | 2                    | 3                    | —                    | —                    | - KOR: 763,750               | Full Moon          |
| "Full Moon" (보름달) (featuring Lena)                   | 2014         | 2                    | 3                    | —                    | 13                   | - KOR: 894,993               | Full Moon          |
| "Gashina" (가시나)                                      | 2017         | 1                    | 24                   | —                    | 3                    | - KOR: 2,500,000 - US: 1,000 | Warning            |
| "Heroine" (주인공)                                      | 2018         | 2                    | 2                    | —                    | 3                    | - US: 2,000                  | Warning            |
| "Siren" (사이렌)                                        | 2018         | 1                    | 1                    | 25                   | 5                    | N/A                          | Warning            |
| "Noir" (누아르)                                         | 2019         | 8                    | 9                    | —                    | 3                    | N/A                          | Non-album singles  |
| "Lalalay" (날라리)                                      | 2019         | 8                    | 1                    | 22                   | 4                    | - US: 1,000                  | Non-album singles  |
| "Pporappippam" (보라빛 밤)                              | 2020         | 5                    | 4                    | 15                   | 5                    | N/A                          | Non-album singles  |
| "When We Disco" (with J. Y. Park)                       | 2020         | 3                    | 2                    | —                    | 22                   | N/A                          | J.Y. Park Best     |
| "Tail" (꼬리)                                           | 2021         | 22                   | 14                   | —                    | 13                   | N/A                          | Tail               |
| "You Can't Sit With Us"                                 | 2021         | ?                    | ?                    | ?                    | ?                    | N/A                          | 1/6                |
| Vendégművészként                                        |              |                      |                      |                      |                      |                              |                    |
| "You" (B1A4 featuring Sunmi)                            | 2014         | 63                   | 91                   | —                    | —                    | N/A                          | Solo Day           |
| "Oh Yeah" (Park Won featuring Sunmi)                    | 2020         | —                    | —                    | —                    | —                    | N/A                          | My Fuxxxxx Romance |
| Filmzene                                                |              |                      |                      |                      |                      |                              |                    |
| "Gotta Go" (가라고)                                     | 2020         | 123                  | 65                   | —                    | 17                   | N/A                          | XX OST Part 1      |
| Egyéb toplistás dalok                                   |              |                      |                      |                      |                      |                              |                    |
| "Burn"                                                  | 2014         | 159                  | —                    | —                    | —                    | N/A                          | Full Moon          |
| "Who Am I" (내가 누구) (featuring Yubin)                | 2014         | 112                  | —                    | —                    | —                    | N/A                          | Full Moon          |
| "Time Is Up" (멈춰버린 시간) (featuring Jackson)        | 2014         | 100                  | —                    | —                    | —                    | N/A                          | Full Moon          |
| "If That Was You" (그게 너라면)                         | 2014         | 118                  | —                    | —                    | —                    | N/A                          | Full Moon          |
| "What The Flower"                                       | 2021         | —                    | —                    | —                    | 18                   | N/A                          | Tail               |
| "—": Nem szerepelt toplistán "N/A": Nincs elérhető adat |              |                      |                      |                      |                      |                              |                    |

### Dalszerző és komponáló elismerések
| Év   | Album                | Művész       | Dal                     | Dalszöveg | Dalszöveg                      | Komponáló | Komponáló                                  |
| Év   | Album                | Művész       | Dal                     | Elismerve | Együtt                         | Elismerve | Együtt                                     |
| ---- | -------------------- | ------------ | ----------------------- | --------- | ------------------------------ | --------- | ------------------------------------------ |
| 2015 | Reboot               | Wonder Girls | "Rewind"                | Igen      | Csu Hjo, I Tojo és Yubin       | Igen      | Csu Hjo és I Tojo                          |
| 2015 | Reboot               | Wonder Girls | "Faded Love"            | Igen      | Sim Endzsi                     | Igen      | Sim Endzsi                                 |
| 2016 | Why So Lonely        | Wonder Girls | "Why So Lonely"         | Igen      | Hyerim, Yubin és Hong Csiszang | Igen      | Hyerim, Yubin és Hong Csiszang             |
| 2016 | Why So Lonely        | Wonder Girls | "To The Beautiful You"  | Igen      | Yubin, Hyerim és Frants        | Igen      | Yubin, Hyerim és Frants                    |
| 2017 | Warning              | Sunmi        | "Gashina"               | Igen      | Teddy, 24 és Joe Rhee          | Nem       | Teddy, 24 és Joe Rhee                      |
| 2018 | Warning              | Sunmi        | "Heroine"               | Igen      | Teddy                          | Nem       | Teddy és 24                                |
| 2018 | Warning              | Sunmi        | "Siren"                 | Igen      | N/A                            | Igen      | Frants                                     |
| 2018 | Warning              | Sunmi        | "Addict"                | Igen      | N/A                            | Igen      | Frants                                     |
| 2018 | Warning              | Sunmi        | "Curve"                 | Igen      | N/A                            | Nem       | Kriz és Ida Tomoko                         |
| 2018 | Warning              | Sunmi        | "Black Pearl"           | Igen      | N/A                            | Igen      | Frants                                     |
| 2018 | Warning              | Sunmi        | "Secret Tape"           | Igen      | N/A                            | Igen      | Frants                                     |
| 2019 | Nem album kislemezek | Sunmi        | "Noir"                  | Igen      | N/A                            | Igen      | El Capitxn                                 |
| 2019 | Nem album kislemezek | Sunmi        | "Lalalay"               | Igen      | N/A                            | Igen      | Frants                                     |
| 2020 | XX OST Part 1        | Sunmi        | "Gotta Go"              | Igen      | N/A                            | Igen      | Frants                                     |
| 2020 | Nem album kislemez   | Sunmi        | "Pporappippam"          | Igen      | N/A                            | Igen      | Frants                                     |
| 2021 | Tail                 | Sunmi        | "Tail"                  | Igen      | N/A                            | Igen      | Frants                                     |
| 2021 | Tail                 | Sunmi        | "What The Flower"       | Igen      | N/A                            | Igen      | Hong Szodzsin                              |
| 2021 | 1/6                  | Sunmi        | "You Can't Sit With Us" | Igen      | N/A                            | Nem       | Melanie Fontana, Michel Schulz, Ross Golan |
| 2021 | 1/6                  | Sunmi        | "Sunny"                 | Igen      | N/A                            | Nem       | Jake K, Maria Marcus, MCK                  |
| 2021 | 1/6                  | Sunmi        | "1/6"                   | Igen      | N/A                            | Igen      | Frants                                     |
| 2021 | 1/6                  | Sunmi        | "Call"                  | Igen      | N/A                            | Igen      | Frants, El Capitxn                         |
| 2021 | 1/6                  | Sunmi        | "Narcissism"            | Igen      | N/A                            | Igen      | Frants                                     |
| 2021 | 1/6                  | Sunmi        | "Borderline"            | Igen      | N/A                            | Igen      | Frants                                     |

## Filmográfia

### Televíziós sorozatok
| Év   | Cím                       | Szerep | Eredeti adó | Megjegyzések      |
| ---- | ------------------------- | ------ | ----------- | ----------------- |
| 2015 | The Producers             | Önmaga | KBS2        | Cameo (3. epizód) |
| 2018 | YG Future Strategy Office | Önmaga | Netflix     | Cameo (4. epizód) |
| 2020 | XX                        | Ügyfél | MBC TV      | Cameo (Teaser)    |

### Varietéműsorok
| Év   | Cím                | Eredeti adó | Megjegyzések |
| ---- | ------------------ | ----------- | --- |
| 2014 | Fashion King Korea | SBS TV      | Versenyző (2. évad) |
| 2018 | Secret Unnie       | JTBC        | Seulgi-val (3–9. epizód) Hyoyeon-nal és Han Cshejong-gal (9. epizód) Han Cshejong-gal, Kang Szulkival és Kim Jerivel (16. epizód) |
| 2020 | RReal World        | YouTube     | Rendszeres házigazda a két testvérével                                                                                            |
| 2020 | Running Girls      | Mnet        | Szereplő Hanival, YooA-val, Chungha-val és Chuu-val                                                                               |
| 2021 | Girls Planet 999   | Mnet        | Mester |

### Zenei videók
| Év   | Cím                            | Rendező                                     | Ref.   |
| ---- | ------------------------------ | ------------------------------------------- | ------ |
| 2013 | "24 Hours"                     | Naive Creative Production                   | [ 71 ] |
| 2014 | "Full Moon"                    | Naive Creative Production                   | [ 72 ] |
| 2017 | "Gashina"                      | Choi Yongseok (Lumpens)                     | [ 73 ] |
| 2018 | "Heroine"                      | Choi Yongseok (Lumpens)                     | [ 74 ] |
| 2018 | "Siren"                        | Choi Yongseok (Lumpens)                     | [ 75 ] |
| 2019 | "Noir"                         | Choi Yongseok (Lumpens)                     | [ 76 ] |
| 2019 | "Lalalay"                      | Choi Yongseok (Lumpens)                     | [ 77 ] |
| 2020 | "Gotta Go" (Dance Performance) | NOVVKIM (NOVV)                              | [ 78 ] |
| 2020 | "Pporappippam"                 | Ziyong Kim (Fantazy Lab)                    | [ 79 ] |
| 2020 | "BORDERLINE"                   | NEWSTONE (KAK STUDIO)                       | [ 80 ] |
| 2020 | "When We Disco"                | Naive Creative Production                   | [ 81 ] |
| 2021 | "Tail"                         | Paranoid Paradigm (VM Project Architecture) | [ 82 ] |
| 2021 | "You Can't Sit With Us"        | Digipedi                                    | [ 83 ] |

## Koncertek és turnék

### Sunmi első világ-körüli turné:Warning
| Dátum             | Ország             | Város            | Helyszín                        |
| Ázsia             | Ázsia              | Ázsia            | Ázsia                           |
| ----------------- | ------------------ | ---------------- | ------------------------------- |
| 2019. február 24. | Dél-Korea          | Szöul            | Yes24 Hall                      |
| Észak-Amerika     |                    |                  |                                 |
| 2019. március 6.  | Egyesült Államok   | San Francisco    | Regency Ballroom                |
| 2019. március 7.  | Egyesült Államok   | Los Angeles      | The Fonda Theatre               |
| 2019. március 10. | Egyesült Államok   | Seattle          | Showbox SoDo                    |
| 2019. március 11. | Kanada             | Vancouver        | Vogue Theatre                   |
| 2019. március 13. | Kanada             | Calgary          | The Palace Theatre              |
| 2019. március 15. | Egyesült Államok   | New York City    | The Town Hall                   |
| 2019. március 16. | Kanada             | Toronto          | Queen Elizabeth Theatre         |
| 2019. március 18. | Egyesült Államok   | Washington, D.C. | Lincoln Theatre                 |
| 2019. március 21. | Mexikó             | Mexico City      | Auditorio Blackberry            |
| Ázsia             |                    |                  |                                 |
| 2019. április 13. | Hongkong           | Hongkong         | KITEC Star Hall                 |
| 2019. május 10.   | Tajvan             | Tajpej           | Taiwan University Sports Centre |
| 2019. május 23.   | Japán              | Tokió            | Tsutaya O-East                  |
| Európa            |                    |                  |                                 |
| 2019. május 30.   | Egyesült Királyság | London           | Indigo at The O2                |
| 2019. június 2.   | Lengyelország      | Varsó            | Progresja                       |
| 2019. június 4.   | Hollandia          | Amszterdam       | Q-Factory                       |
| 2019. június 6.   | Németország        | Berlin           | Huxley's Neue Welt              |
| 2019. június 7.   | Franciaország      | Párizs           | La Cigale                       |
| Ázsia (Ráadás)    |                    |                  |                                 |
| 2019. június 15.  | Dél-Korea          | Szöul            | Yes24 Hall                      |

## Díjazások és jelölések
| Díjátadó rendezvény             | Év   | Kategória                                | Jelölt / munka                     | Eredmény | Ref.    |
| ------------------------------- | ---- | ---------------------------------------- | ---------------------------------- | -------- | ------- |
| Asia Artist Awards              | 2018 | Artist of the Year, Singer               | Sunmi                              | Elnyerte | [ 84 ]  |
| Asia Artist Awards              | 2018 | Best Music Award                         | Sunmi                              | Elnyerte | [ 84 ]  |
| Asian Pop Music Awards          | 2020 | Outstanding Song of the Year             | "pporappippam"                     | Elnyerte | [ 85 ]  |
| Asian Pop Music Awards          | 2020 | Outstanding Artist of the Year           | Sunmi                              | Elnyerte | [ 85 ]  |
| Brand Customer Loyalty Awards   | 2021 | Best Female Solo Artist                  | Sunmi                              | Jelölve  | [ 86 ]  |
| CJ E&M America Awards           | 2017 | Female Idol of the Year                  | Sunmi                              | Elnyerte | [ 87 ]  |
| Elle Style Awards               | 2018 | Best Music Icon                          | Sunmi                              | Elnyerte | [ 88 ]  |
| Fashionista Awards              | 2016 | Best Dresser – Female                    | Sunmi                              | Jelölve  | [ 89 ]  |
| Fashionista Awards              | 2017 | Best Fashionista – SNS Division          | Sunmi                              | Jelölve  | [ 90 ]  |
| Gaon Chart Music Awards         | 2015 | Song of the Year – February              | "Full Moon"                        | Jelölve  |         |
| Gaon Chart Music Awards         | 2018 | Song of the Year – August                | "Gashina"                          | Elnyerte | [ 91 ]  |
| Gaon Chart Music Awards         | 2019 | Song of the Year – January               | "Heroine"                          | Jelölve  | [ 92 ]  |
| Gaon Chart Music Awards         | 2019 | Song of the Year – September             | "Siren"                            | Jelölve  | [ 92 ]  |
| Gaon Chart Music Awards         | 2020 | Song of the Year – August                | "Lalalay"                          | Elnyerte | [ 93 ]  |
| Genie Music Awards              | 2018 | Artist of the Year                       | Sunmi                              | Jelölve  | [ 94 ]  |
| Genie Music Awards              | 2018 | Female Artist Award                      | Sunmi                              | Jelölve  | [ 94 ]  |
| Genie Music Awards              | 2018 | Genie Music Popularity Award             | Sunmi                              | Jelölve  | [ 94 ]  |
| Genie Music Awards              | 2019 | The Female Solo Artist                   | Sunmi                              | Jelölve  | [ 95 ]  |
| Genie Music Awards              | 2019 | Performing Artist (Female)               | Sunmi                              | Jelölve  | [ 95 ]  |
| Golden Disc Awards              | 2018 | Digital Bonsang                          | "Gashina"                          | Jelölve  | [ 96 ]  |
| Golden Disc Awards              | 2018 | Global Popularity Award                  | Sunmi                              | Jelölve  | [ 96 ]  |
| Golden Disc Awards              | 2019 | Digital Bonsang                          | "Heroine"                          | Jelölve  | [ 97 ]  |
| Golden Disc Awards              | 2019 | Popularity Award                         | Sunmi                              | Jelölve  |         |
| Golden Disc Awards              | 2021 | Curaprox Popularity Award                | Sunmi                              | Jelölve  | [ 98 ]  |
| Golden Disc Awards              | 2021 | QQ Music Popularity Award                | Sunmi                              | Jelölve  | [ 99 ]  |
| Korea First Brand Awards        | 2018 | Most Anticipated Female Solo Singer      | Sunmi                              | Jelölve  |         |
| Korea Popular Music Awards      | 2018 | Best Artist                              | Sunmi                              | Jelölve  | [ 102 ] |
| Korea Popular Music Awards      | 2018 | Popularity Award                         | Sunmi                              | Jelölve  | [ 102 ] |
| Korea Popular Music Awards      | 2018 | Best Digital Song                        | "Siren"                            | Jelölve  | [ 102 ] |
| Korea Popular Music Awards      | 2018 | Best Solo Dance Track                    | "Siren"                            | Jelölve  | [ 102 ] |
| Korean Brand of the Year Awards | 2019 | Female Solo Artist                       | Sunmi                              | Elnyerte | [ 104 ] |
| Korean Music Awards             | 2018 | Best Pop Song                            | "Gashina"                          | Jelölve  | [ 105 ] |
| Melon Music Awards              | 2017 | Best Dance – Female                      | "Gashina"                          | Jelölve  | [ 106 ] |
| Melon Music Awards              | 2018 | Top 10 Artists                           | Sunmi                              | Jelölve  |         |
| Mnet Asian Music Awards         | 2013 | Best Female Artist                       | Sunmi                              | Jelölve  | [ 107 ] |
| Mnet Asian Music Awards         | 2013 | Best Dance Performance – Female Solo     | "24 Hours"                         | Jelölve  | [ 108 ] |
| Mnet Asian Music Awards         | 2014 | Best Female Artist                       | Sunmi                              | Jelölve  | [ 109 ] |
| Mnet Asian Music Awards         | 2014 | Best Dance Performance – Solo            | "Full Moon"                        | Elnyerte | [ 110 ] |
| Mnet Asian Music Awards         | 2017 | Best Female Artist                       | Sunmi                              | Jelölve  | [ 111 ] |
| Mnet Asian Music Awards         | 2017 | Style in Music                           | Sunmi                              | Elnyerte | [ 112 ] |
| Mnet Asian Music Awards         | 2017 | Best Dance Performance – Solo            | "Gashina"                          | Jelölve  | [ 111 ] |
| Mnet Asian Music Awards         | 2018 | Best Female Artist                       | Sunmi                              | Elnyerte | [ 113 ] |
| Mnet Asian Music Awards         | 2018 | Best Dance Performance – Female Solo     | "Siren"                            | Jelölve  | [ 114 ] |
| Mnet Asian Music Awards         | 2019 | Best Dance Performance – Solo            | "Lalalay"                          | Jelölve  | [ 115 ] |
| Mnet Asian Music Awards         | 2019 | Song of the Year                         | "Lalalay"                          | Jelölve  | [ 115 ] |
| Mnet Asian Music Awards         | 2019 | Worldwide Fans' Choice Top 10            | Sunmi                              | Jelölve  | [ 115 ] |
| Mnet Asian Music Awards         | 2020 | Best Female Artist                       | Sunmi                              | Jelölve  | [ 116 ] |
| Mnet Asian Music Awards         | 2020 | Artist of the Year                       | Sunmi                              | Jelölve  | [ 116 ] |
| Mnet Asian Music Awards         | 2020 | Worldwide Icon of the Year               | Sunmi                              | Jelölve  | [ 116 ] |
| Mnet Asian Music Awards         | 2020 | Best Dance Performance – Solo            | "pporappippam"                     | Jelölve  | [ 116 ] |
| Mnet Asian Music Awards         | 2020 | Song of the Year                         | "pporappippam"                     | Jelölve  | [ 116 ] |
| Mnet Asian Music Awards         | 2020 | Song of the Year                         | "When We Disco" (Pak Csinjong-gal) | Jelölve  | [ 116 ] |
| Mnet Asian Music Awards         | 2020 | Best Collaboration                       | "When We Disco" (Pak Csinjong-gal) | Jelölve  | [ 116 ] |
| SBS MTV Best of the Best        | 2014 | Best Female Solo                         | Sunmi                              | Jelölve  |         |
| Seoul Music Awards              | 2014 | Bonsang Award                            | "24 Hours"                         | Jelölve  |         |
| Seoul Music Awards              | 2014 | Popularity Award                         | Sunmi                              | Jelölve  |         |
| Seoul Music Awards              | 2015 | Bonsang Award                            | "Full Moon"                        | Jelölve  |         |
| Seoul Music Awards              | 2015 | Popularity Award                         | Sunmi                              | Jelölve  |         |
| Seoul Music Awards              | 2015 | Hallyu Special Award                     | Sunmi                              | Jelölve  |         |
| Seoul Music Awards              | 2018 | Bonsang Award                            | "Gashina"                          | Jelölve  | [ 117 ] |
| Seoul Music Awards              | 2018 | Popularity Award                         | Sunmi                              | Jelölve  | [ 117 ] |
| Seoul Music Awards              | 2018 | Hallyu Special Award                     | Sunmi                              | Jelölve  | [ 117 ] |
| Seoul Music Awards              | 2019 | Bonsang Award                            | "Siren"                            | Jelölve  | [ 118 ] |
| Seoul Music Awards              | 2019 | Popularity Award                         | Sunmi                              | Jelölve  | [ 118 ] |
| Seoul Music Awards              | 2019 | Hallyu Special Award                     | Sunmi                              | Jelölve  | [ 118 ] |
| Seoul Music Awards              | 2020 | Dance Performance Award                  | "Lalalay"                          | Jelölve  | [ 119 ] |
| Seoul Music Awards              | 2020 | Hallyu Special Award                     | Sunmi                              | Jelölve  | [ 119 ] |
| Seoul Music Awards              | 2020 | Popularity Award                         | Sunmi                              | Jelölve  | [ 119 ] |
| Seoul Music Awards              | 2020 | QQ Music Most Popular K-Pop Artist Award | Sunmi                              | Jelölve  | [ 120 ] |
| Soribada Best K-Music Awards    | 2018 | Bonsang Award                            | Sunmi                              | Jelölve  | [ 121 ] |

### Listacikkek
| Kiadó  | Év   | Listacikk             | Helyezés | Ref.    |
| ------ | ---- | --------------------- | -------- | ------- |
| Forbes | 2018 | Korea Power Celebrity | 29th     | [ 122 ] |
| Forbes | 2019 | Korea Power Celebrity | 24th     | [ 123 ] |

## Fordítás
Ez a szócikk részben vagy egészben  a   Sunmi című angol Wikipédia-szócikk ezen változatának fordításán alapul.  Az eredeti cikk szerkesztőit annak laptörténete sorolja fel. Ez a jelzés csupán a megfogalmazás eredetét és a szerzői jogokat jelzi, nem szolgál a cikkben szereplő információk forrásmegjelöléseként.